# Гагарин, Егор Мартынович
Егор Мартынович Гагарин (1902—1945) — советский военнослужащий. Участник Великой Отечественной войны. Герой Советского Союза (1945, посмертно). Младший сержант.

## Биография
Егор Мартынович Гагарин родился 19 мая (1 июня) 1902 года в деревне Тулупово Болховского уезда Орловской губернии Российской империи (ныне посёлок Урицкого района Орловской области Российской Федерации) в крестьянской семье. Русский. По окончании начальной школы работал в личном крестьянском хозяйстве, затем в колхозе.
В ряды Рабоче-крестьянской Красной Армии был призван Урицким райвоенкоматом Орловской области 28 августа 1941 года и направлен в 331-ю Брянскую Пролетарскую стрелковую дивизию, формировавшуюся из рабочих и колхозников Орловской области, где его определили наводчиком орудия в 896-й артиллерийский полк. В ноябре 1941 года дивизия была переброшена под Москву и включена в резерв Ставки Верховного Главнокомандования. В боях с немецко-фашистскими захватчиками Гагарин с начала декабря 1941 года. Участник битвы за Москву в составе 20-й и 5-й армий Западного фронта. Боевое крещение получил под Лобней, воевал на Волоколамском направлении. Во время контрнаступления Красной Армии под Москвой участвовал в прорыве Ламской линии обороны противника.
В марте 1942 года 331-я стрелковая дивизия была передана 31-й армии. В её составе в период с лета 1943 года по март 1944 года участвовал в Первой Ржевско-Сычёвской операции, операции «Марс», Ржевско-Вяземской и Смоленской операциях, освобождении города Смоленска, Витебской операции, пройдя путь от рядового до младшего сержанта.
24 апреля 1944 года Западный фронт был переименован в 3-й Белорусский фронт. Летом 1944 года началась операция «Багратион». 23 июня 1944 года при прорыве обороны противника в районе белорусских деревень Горманы и Батраковцы расчёт орудия, в котором наводчиком служил Гагарин, поддерживал наступающие части 331-й стрелковой дивизии огнём, уничтожив три пулемётные точки и до 18 солдат вермахта. При форсировании реки Березины младший сержант Гагарин первым переправил своё орудие через реку и сходу вступил в бой, обеспечив успешное форсирование водной преграды остальными подразделениями дивизии. Позднее 896-й артиллерийский полк отличился в ходе Минской операции и ликвидации Минского котла, за что был удостоен почётного наименования «Минский».
Осенью 1944 года 3-й Белорусский фронт провёл Гумбиннен-Гольдапскую операцию, в ходе которой подразделения 31-й армии вступили в Восточную Пруссию. Стремясь во что бы то ни стало выбить войска Красной Армии с территории Германии, немецкое командование дополнительно перебросило в Восточную Пруссию несколько дивизий. 18 октября 1944 года в Германии была объявлена всеобщая мобилизация. Немцы нанесли несколько контрударов и на некоторых участках вынудили части 3-го Белорусского фронта отступить с занятых позиций. Очередная контратака была предпринята противником перед самым началом Восточно-Прусской операции в ночь с 3 на 4 января 1945 года. У посёлка Ракувек, где держала оборону 5-я батарея 896-го артиллерийского полка 331-й стрелковой дивизии, немцы бросили в бой большое количество танков и пехоты. Расчёт орудия, в котором служил Гагарин, подбил один немецкий танк, но ответным огнём был выведен из строя. Раненый осколком снаряда младший сержант Гагарин в одиночку встал к орудию и подбил ещё один немецкий танк. Когда орудие было разбито, тяжело раненый Гагарин продолжал уничтожать врага огнём из автомата и гранатами, пока не потерял сознание. Захватив Гагарина, немцы подвергли его пыткам, после чего облили горючей смесью и заживо сожгли. Когда противник был отброшен, тело Егора Мартыновича было найдено и захоронено в братской могиле в 300 метрах западнее посёлка Ракувек (ныне посёлок в гмине Пшеросль Сувалкского повята Подляского воеводства Польши).
19 апреля 1945 года младшему сержанту Гагарину Егору Мартыновичу указом Президиума Верховного Совета СССР было присвоено звание Героя Советского Союза посмертно.

## Награды
- Медаль «Золотая Звезда» (19.04.1945, посмертно).
- Орден Ленина (19.04.1945, посмертно).
- Орден Красной Звезды (29.09.1944).
- Медаль «За отвагу» (21.05.1943).
- Медаль «За оборону Москвы».

## Память
- Именем Героя Советского Союза Е. М. Гагарина названа улица в посёлке Нарышкино Урицкого района Орловской области.

## Примечание
1. ↑  До 5 июля 1944 года Брянск являлся районным центром Орловской области.

## Документы
- Общедоступный электронный банк документов «Подвиг Народа в Великой Отечественной войне 1941—1945 гг.» Архивировано 13 марта 2012 года. № в базе данных 150006591. Архивировано 10 мая 2012 года., 46568998. Архивировано 10 мая 2012 года., 46800525. Архивировано 10 мая 2012 года., 35137027. Архивировано 10 мая 2012 года.
- Обобщённый банк данных «Мемориал». Архивировано 10 мая 2012 года. ЦАМО, ф. 58, оп. 18003, д. 93. Архивировано 10 июля 2013 года.